# Elegies for Angels, Punks and Raging Queens
Elegies for Angels, Punks and Raging Queens è un musical con musiche di Janet Hood e libretto di Bill Russell. L'opera raccoglie una serie di canzoni e monologhi ispirati al NAMES Project AIDS Memorial Quilt e all'Antologia di Spoon River di Edgar Lee Masters e parla dell'AIDS dalla prospettiva delle persone che ne sono morte e dei loro parenti sopravvissuti.
È andato in scena per la prima volta a New York nel 1990. Nel corso delle varie produzioni di Elegies si sono esibiti artisti di rilievo, come Kwame Kwei-Armah (Londra, 1993), James Dreyfus (Londra, 1993), Kim Criswell (Londra, 1993), Mario Cantone (New York, 2001), Alice Ripley (New York, 2001), Norm Lewis (New York, 2001), Carolee Carmello (New York, 2001), Anna Chancellor (Londra, 2008) e Fra Fee (Londra, 2015).

## Brani musicali
- Angels, Punks And Raging Queens
- I'm Holding On To You
- And The Rain Keeps Falling Down
- I Don't Do That Anymore
- I Don't Know How To Help You
- Celebrate
- Heroes All Around
- Spend It While You Can
- My Brother Lived In San Francisco
- Learning To Let Go
- Love You